# Lucien Poincaré
Lucien Poincaré (Bar-le-Duc, 22 de juliol de 1862 – París, 9 de març de 1920) fou un físic i alt funcionari francès, germà menor del president de la República Raymond Poincaré i cosí germà del matemàtic Henri Poincaré.

## Vida i obra
Lucien Poincaré va fer estudis superiors de ciències de 1883 a 1886 a l'École normale supérieure i a la Facultat de ciències de París i es llicencià en matemàtiques i física. Fou company de promoció de Paul Painlevé.
Fou professor d'institut a Bourges (1886-1887) i després esdevé préparateur al laboratori de física de la Facultat de ciències de París (1887). Va defensar la seva tesi doctoral de física el 1890 amb el títol Recherches sur les électrolytes fondus. Ocupà seguidament diversos llocs en l'ensenyament i en la inspecció d'ensenyament. Publicà articles científics i alguns llibres.
Fou secretari de la Société Française de Physique. Intervingué en el donatiu de llibres científics que feu el govern francès a la Biblioteca de Catalunya. L'any següent fou nomenat membre corresponent de la Secció de Ciències de l'Institut d'Estudis Catalans.

## Publicacions
- La physique moderne, son évolution. Paris: Flammarion, Bibliothèque de philosophie scientifique, 1906 (1920)
- L'Électricité. Flammarion, Bibliothèque de philosophie scientifique, 1907
- Éducation, Science, Patrie. Flammarion, Bibliothèque de philosophie scientifique, 1926